# Sabiiro no Āma
Sabiiro no Āma (錆色のアーマ lit. Armaduras oxidadas?) es un proyecto japonés de medios mixtos. Consiste en varias obras de teatro en 2.5D, con la primera obra en ejecución en 2017. Una serie de manga con arte de hagi se serializó en la revista de manga shōjo Monthly Comic Gene de Media Factory del 15 de enero al 15 de octubre de 2019 y fue recogido en dos volúmenes tankōbon. Una segunda serie de manga con arte de Kairi Shimotsuki titulada Sabiiro no Āma: Reimei (錆色のアーマ-黎明- lit. Armaduras oxidadas: Amanecer?) ha sido serializada en la misma revista desde el 14 de mayo de 2021. Una adaptación a anime también titulada Sabiiro no Āma: Reimei producida por el estudio Kigumi se estrenará en enero de 2022.

## Personajes
Magoichi (孫一?)
 Seiyū: Taiki Sato
Oda Nobunaga (織田信長?)
 Seiyū: Toshiki Masuda
Tsurukubi (鶴首?)
 Seiyū: Kentarō Araki
Hotarubi (蛍火?)
 Seiyū: Takato Nagata
Kurohyo (黒氷?)
 Seiyū: Yūichirō Hirata
Deku (木偶?)
 Seiyū: spi
Ageha (アゲハ?)
 Seiyū: Yūki Kamisato
Hototogisu (不如帰?)
 Seiyū: Tsubasa Sakiyama
Lucio Cortes (ルシオ・コルテス Rushio Korutesu?)
 Seiyū: Ryūji Satō